# Lampownia

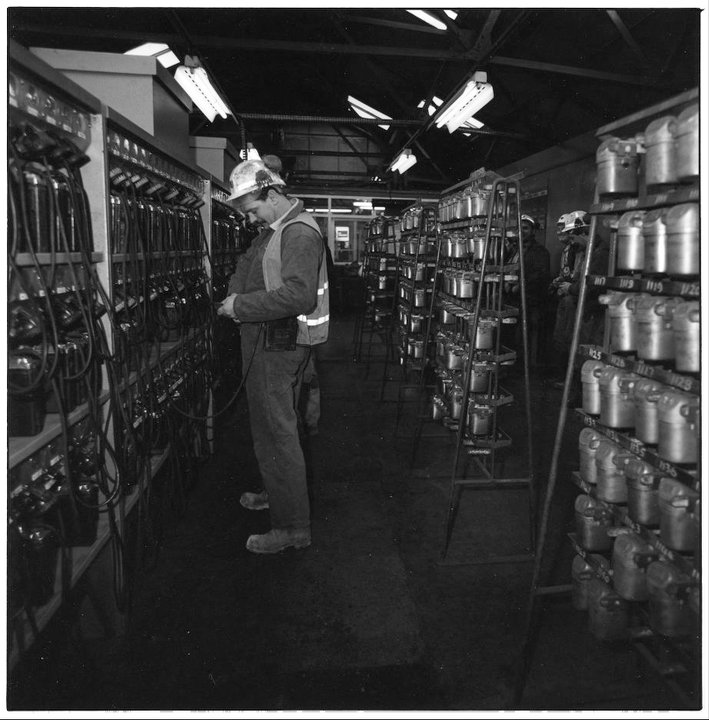
Wnętrze lampowni przy kopalni węgla kamiennego Wearmouth w Wielkiej Brytanii, fot. 1993 r.

Lampownia – jedna z naziemnych części kopalni, pomieszczenie, w którym przechowywane są lampy górnicze  używane przez górników w czasie pracy. 
Akumulatory są ładowane w celu ich dalszej eksploatacji. Lampy podlegają kontroli i naprawie. Są naprawiane i ewidencjonowane pomiędzy zmianami.
W pomieszczeniu lampowni górnicy pobierają także aparaty ucieczkowe.